# Diócesis de Tula
La diócesis de Tula (en latín: Dioecesis Tullanensis) es una circunscripción eclesiástica de la Iglesia católica en México. Se trata de una diócesis latina, sufragánea de la arquidiócesis de Tulancingo. Desde el 12 de octubre de 2006 su obispo es Juan Pedro Juárez Meléndez.

## Territorio y organización
La diócesis tiene 8289 km² y extiende su jurisdicción sobre los fieles católicos de rito latino residentes en 28 municipios de la parte occidental del estado de Hidalgo.
La sede de la diócesis se encuentra en la ciudad de Tula de Allende (o Tula), en donde se halla la Catedral de San José. Cuenta con Seminario Mayor y Menor propios. 
En 2020 en la diócesis existían 50 parroquias agrupadas en 7 foranías.

## Historia
La diócesis fue erigida el 27 de febrero de 1961 con la bula Postulant quandoque del papa Juan XXIII, obteniendo el territorio de la diócesis de Tulancingo (hoy arquidiócesis) y de la arquidiócesis de México, de la que originalmente era sufragánea.
El 25 de noviembre de 2006 pasó a formar parte de la provincia eclesiástica de la arquidiócesis de Tulancingo.

## Estadísticas
Según el Anuario Pontificio 2021 la diócesis tenía a fines de 2020 un total de 507 000 fieles bautizados.
| Año                                                                             | Población            | Población | Población      | Sacerdotes | Sacerdotes    | Sacerdotes    | Bautizados por sacerdote | Diáconos permanentes | Religiosos | Religiosos | Parroquias |
| Año                                                                             | Bautizados católicos | Total     | % de católicos | Total      | Clero secular | Clero regular | Bautizados por sacerdote | Diáconos permanentes | Varones    | Mujeres    | Parroquias |
| ------------------------------------------------------------------------------- | -------------------- | --------- | -------------- | ---------- | ------------- | ------------- | ------------------------ | -------------------- | ---------- | ---------- | ---------- |
| 1965                                                                            | 310 000              | 320 000   | 96.9           | 31         | 23            | 8             | 10 000                   |                      |            | 59         | 23         |
| 1970                                                                            | 373 305              | 388 305   | 96.1           | 31         | 25            | 6             | 12 042                   |                      | 13         | 90         | 23         |
| 1976                                                                            | 448 000              | 465 000   | 96.3           | 71         | 32            | 39            | 6309                     |                      | 46         | 83         | 24         |
| 1980                                                                            | 530 000              | 550 000   | 96.4           | 53         | 38            | 15            | 10 000                   |                      | 20         | 101        | 24         |
| 1990                                                                            | 750 000              | 800 000   | 93.8           | 60         | 49            | 11            | 12 500                   | 2                    | 14         | 121        | 34         |
| 1999                                                                            | 1 170 000            | 1 173 000 | 99.7           | 69         | 61            | 8             | 16 956                   |                      | 14         | 75         | 35         |
| 2000                                                                            | 1 174 680            | 1 175 000 | 100.0          | 68         | 58            | 10            | 17 274                   |                      | 16         | 81         | 39         |
| 2001                                                                            | 1 052 700            | 1 210 000 | 87.0           | 65         | 55            | 10            | 16 195                   |                      | 15         | 85         | 40         |
| 2002                                                                            | 1 052 700            | 1 210 000 | 87.0           | 71         | 59            | 12            | 14 826                   |                      | 13         | 85         | 43         |
| 2003                                                                            | 1 052 700            | 1 210 000 | 87.0           | 79         | 65            | 14            | 13 325                   | 1                    | 14         | 85         | 38         |
| 2004                                                                            | 968 000              | 1 210 000 | 80.0           | 78         | 62            | 16            | 12 410                   | 1                    | 16         | 85         | 39         |
| 2010                                                                            | 1 025 000            | 1 287 000 | 79.6           | 93         | 82            | 11            | 11 021                   | 1                    | 11         | 111        | 45         |
| 2014                                                                            | 1 062 000            | 1 334 000 | 79.6           | 81         | 73            | 8             | 13 111                   | 1                    | 8          | 96         | 46         |
| 2017                                                                            | 501 000              | 597 100   | 83.9           | 88         | 80            | 8             | 5693                     | 1                    | 8          | 74         | 46         |
| 2020                                                                            | 507 000              | 609 135   | 83.2           | 84         | 84            |               | 6035                     | 2                    | 19         | 110        | 50         |
| Fuente: Catholic-Hierarchy, que a su vez toma los datos del Anuario Pontificio. |                      |           |                |            |               |               |                          |                      |            |            |            |

## Episcopologio
- Jesús Sahagún de la Parra (22 de mayo de 1961-11 de septiembre de 1985 nombrado obispo de Ciudad Lázaro Cárdenas)
- José Trinidad Medel Pérez † (22 de mayo de 1986-4 de marzo de 1993 nombrado arzobispo de Durango)
- Octavio Villegas Aguilar (27 de abril de 1994-29 de diciembre de 2005 nombrado obispo auxiliar de Morelia[nota 1])
- Juan Pedro Juárez Meléndez, desde el 12 de octubre de 2006